# 五味龍太郎
五味 龍太郎（ごみ りゅうたろう、1933年7月7日 - 2013年8月31日）は、日本の俳優。長野県諏訪市出身。愛称はゴミリュウ。別名義に五味 竜太郎（読みは同じ）。旧芸名に五味 勝雄（ごみ かつお）、五味 勝之介（ごみ かつのすけ）。本名は山本 勝雄（やまもと かつお）。旧姓は五味。

## 来歴・人物
1952年（昭和27年）、長野県岡谷南高等学校を卒業して日本大学藝術学部映画学科に進学。1954年（昭和29年）に大学を中退し、松竹音楽学校付属研究所を経て1955年（昭和30年）に第2期東映ニューフェイスとして東映へ入社。同期には高倉健・丘さとみ・今井健二らがいる。入社して半年後、劇団俳優座養成所の委託生として更に半年を過ごし、翌1956年（昭和31年）に東映京都撮影所専属で片岡千恵蔵主演の『三つ首塔』でデビューを果たす。
その後、1963年（昭和38年）に大映と専属契約を結び、五味 龍太郎（五味 竜太郎）の芸名で主に悪役として活躍。大映作品に欠かせない敵役として、市川雷蔵や勝新太郎らを相手に悪の華を咲かせた。
大映退社後の1970年代からはテレビドラマに活動の場を移行。とりわけ時代劇への出演は数知れず、その迫力満点の殺陣や乗馬の腕前を活かし、凄腕の刺客や用心棒などをさまざまな作品で演じている。
岳父は半世紀以上活躍し続けた怪優・團徳麿である。
2013年8月31日死去。80歳没。

## 出演作品

### 映画
- 三つ首塔（1956年、東映） - 高頭敬介
- やくざ大名（1956年、東映） - 六助
- ふり袖捕物帖 若衆変化（1956年、東映） - レイモンド
- ふり袖捕物帖 ちりめん駕籠（1957年、東映） - 殿村主馬之介
- 抜打ち浪人（1957年、東映） - 安立運十郎
- 赤穂義士（1957年、東映） - 脇坂淡路守
- 月の話奇談 変幻胡蝶の雨（1958年、東映） - 瀬戸小四郎
- あばれ街道（1959年、東映） - 宮本
- 風雲児 織田信長（1959年、東映） - 川井重介
- 水戸黄門（1960年、東映） - 由井隼人
- ひばり捕物帖 折鶴駕篭（1960年、東映） - 野津喬之助
- 次郎長血笑記 富士見峠の対決（1960年、東映） - 堀内佐治馬
- 次郎長血笑記 殴り込み荒神山（1960年、東映） - 堀内佐治馬
- 桃太郎侍 江戸の修羅王 南海の鬼（1960年、東映）- 藤井左次馬 ※五味勝之介名義
- 切腹（1962年、松竹） - 槍大将
- 丹下左膳 (1963年、松竹京都) - 上坂甚内
- 眠狂四郎勝負（1964年、大映） - 榊原喜平太
- 宿無し犬（1964年、大映） - 康市
- 座頭市あばれ凧（1964年、大映） - 芝山天玄
- 忍びの者 続・霧隠才蔵（1964年、大映） - 島津家久
- 乞食大将 （1964年、大映）
- 眠狂四郎魔性剣（1965年、大映） - 紋部三郎太
- 無法松の一生（1965年、大映） - 先生
- 続・兵隊やくざ（1965年、大映） - 黒住兵長
- 新鞍馬天狗（1965年、大映） - 土方歳三
- 新・鞍馬天狗 五条坂の決闘（1965年、大映）
- 剣鬼（1965年、大映） - 虚無僧
- 座頭市地獄旅（1965年、大映） - 弁次
- 若親分喧嘩状（1966年、大映） - 熊田大尉
- 眠狂四郎多情剣（1966年、大映） - 赤松勘兵衛
- 大魔神（1966年、大映） - 大館左馬之助
- 兵隊やくざ 脱獄（1966年、大映） - 椎名伍長
- 忍びの者 新・霧隠才蔵（1966年、大映）
- 泥棒番付 (1966年、大映)
- 大殺陣 雄呂血（1966年、大映）
- 座頭市海を渡る（1966年、大映） - 常念坊
- 兵隊やくざ 大脱走（1966年、大映） - 黒沼軍曹
- 新書・忍びの者（1966年、大映） - 矢伏の猪十
- やくざ坊主（1967年、大映）
- 座頭市鉄火旅（1967年、大映） - 浪人
- 若親分を消せ（1967年、大映） - 三田村鉄平
- 陸軍中野学校 密命（1967年、大映） - 青年将校
- 眠狂四郎無頼控 魔性の肌（1967年、大映） - 大沼伊織
- 若親分兇状旅（1967年、大映） - 川上
- 若親分千両肌（1967年、大映） - 沢井塾頭
- 鉄砲伝来記（1968年、大映）
- 眠狂四郎女地獄（1968年、大映） - 田所源次郎
- ひとり狼（1968年、大映）
- 妖怪百物語（1968年、大映） - 堀田豊前守
- 眠狂四郎人肌蜘蛛（1968年、大映） - 田付十郎次
- 二匹の用心棒 (1968年、大映)
- 座頭市喧嘩太鼓（1968年、大映） - 明神の佐七
- 関東おんな極道（1969年、大映） - 早田卓次
- 関東おんな悪名 (1969年、大映)
- 東海道お化け道中（1969年、大映） - 俵権九郎
- 鬼の棲む館（1969年、大映） - 武将
- 悪名一番勝負（1969年、大映） - 作次郎
- 眠狂四郎円月殺法 (1969年、大映)
- 笹笛お紋（1969年）
- 座頭市と用心棒（1970年、大映） - 小仏一家の常
- 透明剣士（1970年、大映） - 岩尾勘十
- あぶく銭（1970年、大映） - 舟辰
- 賞金首 一瞬八人斬り（1972年、東映） - 悪八坊
- 赤穂城断絶（1978年、東映） - 目付
- 新怪談必殺地獄少女拳 吸血ゾンビと妖怪くノ一大戦争（2009年） - 伊賀忍者の頭領 ※遺作

など

### テレビドラマ
- 風小僧（1959年、MBS） ※五味勝之介名義
- 新書太閤記（1959年、MBS） ※五味勝之介名義
- 幕末物語 第11回〜第14回 高杉晋作編 （1960年、MBS） ※五味勝之介名義
- トップ屋捕物帳（1963年、CX）
- 続 柔（1965年 - 1966年、NTV）
- 新吾十番勝負 第28話「秘境の三悪人」（1967年、TBS / 松竹テレビ室）- 軍太夫
- 銭形平次 （CX / 東映）
  - 第137話「三日だけの子守唄」（1968年） - 郷田甚内
  - 第252話「地獄街道」（1971年） - 弥十
  - 第581話「吉凶うらおもて」（1977年）
- 素浪人 花山大吉（NET / 東映）
  - 第5話「あわれ十五の春だった」（1969年） - 赤間道場主
  - 第28話「腕白小僧はなぜウソついた」（1969年） - 用心棒の親玉
  - 第47話「夜になるほど強かった」（1969年） - 小沼
  - 第62話「あきれた病気にかかっていた」（1970年） - 牛島
  - 第69話「天国のおふくろが笑っていた」（1970年） - 浪人
  - 第77話「心の中では泣いていた」（1970年） - 浪人
  - 第93話「腕白小僧が知っていた」（1970年） - 幕田
  - 第104話「男は笑って別れていた」（1970年） - 矢田部神十郎
- 妖術武芸帳 第9話「怪異幽玄鏡」（1969年、TBS / 東映） - 幽界道士
- 花のお江戸のすごい奴 第10話「夕立の女」（1969年、CX / 東映 / 新国劇） - 柴小平太
- 緋剣流れ星お蘭 第22話「悪党で一杯よ!」（1969年、NET / 東映）
- 紅つばめお雪 第11話「ちびが、なこうど」（1970年、NET）- 最上権兵ヱ
- 新・三匹の侍 第2話「申の刻には獣が死ぬ」（1970年、CX / 松竹） - 秋月刑部
- 遠山の金さん捕物帳（NET / 東映）※五味竜太郎名義
  - 第15話「こんど殺される男」（1970年） - 桜田丹波
  - 第23話「仁王と呼ばれた男」（1970年） - 阿弥陀の伝八
  - 第38話「飛び出した女」（1971年） - 大谷主膳
  - 第49話「刺青を売る女」（1971年） - 権三
  - 第67話「世にも気楽な男」（1971年） - 住職
  - 第79話「流れ星を斬る男」（1972年） - 木野
  - 第93話「虎が惚れた女」（1972年） - 城所新兵衛
  - 第121話「島送りを志願した女」（1972年） - 長谷弥八郎
- 千葉周作 剣道まっしぐら 第14話「生命かけて！」（1971年、TBS）- 広野鬼介
- プレイガール 第134話「東京が駄目なら京都の恋で」 (1971年、12ch / 東映)　- 下村
- 女人武蔵（1971年、CX） - 九鬼守隆
- 清水次郎長（1971年 - 1972年、CX）
- 軍兵衛目安箱 第14話「誰も知らない女」（1971年、NET / 東映） - 猪又
- 大岡越前 （TBS / C.A.L）
  - 第2部 第18話「すっとび辰の失恋」（1971年9月13日） - 額次 ※五味竜太郎名義
  - 第3部
    - 第1話（1972年6月12日） - 檜垣
    - 第13話「恐怖の連判状」（1972年9月4日） - 小十郎の配下

  - 第6部 第14話「父の死を願った息子」（1982年6月7日） - 山根又次郎
  - 第7部 第26話「鬼より恐い古証文」（1983年10月17日） - 棚倉軍兵衛
  - 第9部 第19話「義賊つむじ風の仇討ち」（1986年3月3日） - 赤堀
  - 第10部 第1、2話「匂い袋に隠された殺意」（1988年2月29日、3月7日） - 桧山源心
- キイハンター 第188話「スリル万点! ズッコケ大航海」（1971年、TBS / 東映） - 吉井
- 荒野の素浪人（NET / 三船プロ）
  - 第1シリーズ 第1話「乱闘 辰の上刻」（1972年）
  - 第2シリーズ 第2話「魔剣の宿」（1974年）
- 木枯し紋次郎（CX / C.A.L）
  - 第1シリーズ 第2話「地蔵峠の雨に消える」（1972年）
  - 第2シリーズ 第17話「雪に花散る奥州路」（1973年） - 代貸
- お祭り銀次捕物帳 第4話「小判の行方を追え」（1972年、CX / 東映） - 境
- 忍法かげろう斬り 第12話「闇に消えた殿様」（1972年、KTV / 東映） - 荒伊左衛門
- 二人の素浪人 第5話「女人村の謎」（1972年、CX / 東映） - 神崎主馬
- 地獄の辰捕物控 第2話「御用金が死を招く」（1972年、NET / 東映）
- 水戸黄門（TBS / C.A.L）
  - 第1部 第22話「決斗・砂塵の宿 -金津-」（1969年12月29日） - 松田伝内
  - 第2部 第20話「喧嘩買います -木曽福島-」（1971年2月8日） - 唐犬権九郎
  - 第3部 第26話「肥後の競い馬 -熊本-」（1972年5月22日） - 大島剛蔵
  - 第4部
    - 第6話「越後血風録 -高田-」（1973年2月26日） - 水谷茂十郎
    - 第29話「しのびの殿さま -郡山-」（1973年8月6日） - 北川伊之助

  - 第5部
    - 第25話「黄門爆殺計画 -長崎-」（1974年9月23日）、 第26話「福江城の対決 -五島-」（1974年9月30日） - 谷村弥平次

  - 第6部
    - 第3話「よみがえった男 -人吉-」（1975年4月14日） - 岩久保伝内
    - 第6話「あかね雲 -山鹿-」（1975年5月5日） - 笹川貝十郎

  - 第7部
    - 第18話「盗まれた印籠 -山形-」（1976年9月20日） - 森武平
    - 第29話「花嫁になったお新 ‐飯田‐」（1976年12月6日） - 川田八蔵

  - 第8部 第7話「助さんの身替り亭主 -掛川-」（1977年8月29日） - 神崎 ※五味竜太郎名義
  - 第9部 第2話「死を賭けた武士道 -いわき-」（1978年8月14日） - 唐木典膳※五味竜太郎名義
  - 第10部 第14話「鬼が盗んだ運上金 -草津-」（1979年11月12日） - 大橋伝蔵
  - 第11部 第19話「馬に蹴られた悪企み -三国峠-」（1980年12月22日） - 石田孫六
  - 第14部 第23話「決意を秘めた孤独の剣 -高田-」（1984年4月2日） - 兵藤伝内
  - 第15部 第33話「わしは天下の占い師 -小諸-」（1985年9月9日） - 安木の配下
  - 第18部 第21話「化け猫の仇討ち -久留米-」（1989年2月6日） - 浪人
  - 第19部 第20話「姫が暴いた悪企み -高山-」（1990年2月12日） - 郷田
- 必殺シリーズ（ABC / 松竹）
  - 必殺仕掛人 第7話「ひとでなし消します」（1972年） - 佐川
  - 必殺仕置人
    - 第4話「人間のクズやお払い」（1973年） - 武助
    - 第12話「女ひとりの地獄旅」（1973年） - 東山勘三
    - 第21話「生木をさかれ生地獄」（1973年） - 森田源八

  - 助け人走る 第27話「江戸大暗黒」（1974年） - 香川
  - 暗闇仕留人
    - 第8話「儲けて候」（1974年） - 角田
    - 第19話「乗せられて候」（1974年） - 高梨

  - 必殺必中仕事屋稼業
    - 第2話「一発勝負」（1975年） - 軍十郎
    - 第18話「はめ手で勝負」（1975年） - 安達大作

  - 必殺仕置屋稼業
    - 第18話「一筆啓上不実が見えた」（1975年） - 大山勝之進
    - 第25話「一筆啓上不倫が見えた」（1975年） - 弥助

  - 必殺仕業人 第16話「あんたこの無法をどう思う」（1976年） - 相馬軍十郎
  - 必殺からくり人
    - 第7話「佐渡からお中元をどうぞ」（1976年） - 郡奉行・葉山
    - 第13話「終わりに殺陣をどうぞ」（1976年） - 喜十郎

  - 必殺からくり人・血風編
    - 第2話「非道にたてつく紅い刃」（1976年） - 稲垣
    - 第11話「夜明けに散った紅い命」（1977年） - 田所左内

  - 新・必殺仕置人
    - 第8話「裏切無用」（1977年） - 金見庄次郎
    - 第30話「夢想無用」（1977年） - 礒島重兵衛
    - 第37話「生命無用」（1977年） - 熊吉

  - 新 必殺からくり人 第11話「東海道五十三次殺し旅 庄野」（1978年） - 辰造
  - 江戸プロフェッショナル 必殺商売人 第14話「忠義を売って得を取れ!」（1978年） - 平田勘兵ヱ
  - 必殺からくり人 富嶽百景殺し旅 第10話「隅田川関屋の里」（1978年） - 永井源八
  - 翔べ! 必殺うらごろし 第2話「突如奥方と芸者の人格が入れ替った」（1978年） - 松波軍内
  - 必殺仕事人
    - 第4話「主水は三途の川を避けられるか?」（1979年） - 須賀遠江守
    - 第10話「木曾節に引かれた愛のその果ては?」（1979年） - 木曽駒勝蔵
    - 第29話「新技 腰骨はずし」（1980年） - 儀助
    - 第43話「情技 衣替え地獄落し」（1980年） - 淵辺監物
    - 第63話「誘い技 死霊からくり岩山落し」（1980年） - 覚全

  - 特別編必殺仕事人 恐怖の大仕事 水戸・尾張・紀伊（1981年） - 町田甚内
  - 新・必殺仕舞人 第12話 「けだもの狩りはしげさ節」（1982年） - 五郎次
  - 新・必殺仕事人
    - 第4話「主水 寝言に奪う」（1981年） - 勘助
    - 第28話「主水弁解する」（1981年） - 丑松
    - 第38話「主水 女の節句に遠慮する」（1982年） - 源太
    - 第47話「主水 かくし芸する」（1982年） - 松前屋

  - 必殺仕事人III
    - 第4話「火つけを見たのは二人のお加代」（1982年） - 将監
    - 第31話「全財産をなくしたのは加代」（1983年） - 桃井兵庫

  - 必殺渡し人 第1話「涼みの夜に渡します」（1983年） - 籏野伝十郎
  - 必殺仕切人 第2話「もしも勇次の糸が切れたら」（1984年） - 正木甚内
  - 必殺仕事人V
    - 第2話「主水、混浴する」（1985年） - 永瀬
    - 第20話「主水、田植えする」（1985年） - 松五郎

  - 必殺橋掛人 第8話「浅草の(秘)ドクロを探ります」（1985年） - 弥五郎
  - 必殺仕事人V・激闘編
    - 第4話「顔と態度で損した親分の一生」（1985年） - 三野田外記
    - 第13話「主水の上司人質になる」（1986年） - 熊蔵
    - 第21話「せんとりつ、酔って暴れる」（1986年） - 松田右近

  - 必殺まっしぐら! 第9話「相手は名古屋の暗殺剣」（1986年） - 秋月玄之介
  - 必殺仕事人V・風雲竜虎編 第5話「一夫多妻家族 悲しき暴走」（1987年） - 六兵衛
  - 必殺仕事人・激突!
    - 第8話「新門辰五郎のまとい」（1991年） -四ツ車大八
    - 第14話「主水一家のバブル」（1992年） - 稲城屋
- 新諸国物語 笛吹童子（1972年 - 1973年、TBS / 大映テレビ） - 白土鉄斉
- 素浪人 天下太平（1973年、NET / 東映）
  - 第6話「空にきらきら金の星」(1973年） - 権藤源八
  - 第19話「黒い風吹く城下町」（1973年） - 井上軍八
- 長谷川伸シリーズ 第22話「抱寝の長脇差」（1973年、NET / 東映）
- 荒野の用心棒 第21話「山峡に脱獄犯を追って…」（1973年、NET / 三船プロ） - 池野重兵衛
- 非情のライセンス（NET / 東映）
  - 第1シリーズ 第23話「兇悪のシャンソン」（1973年） - 丸岡
  - 第2シリーズ 第35話「兇悪の裏帳簿」（1975年） - 牧
  - 第2シリーズ 第93話「兇悪のM16自動小銃」（1976年） - ヘンリー権田
- 江戸を斬る シリーズ
  - 江戸を斬る 梓右近隠密帳（TBS / C.A.L） 
    - 第1話「江戸を斬る」（1973年） - 田島源兵衛
    - 第6話「曲垣流霞隠れ」（1973年） - 石渡藤造
    - 第21話「凧々あがれ」（1974年） - 城田

  - 江戸を斬るII 第12話「蜜柑は七万七千石」（1976年） - 山岸十蔵
  - 江戸を斬るIII 第26話「八百八町は日本晴れ」（1977年） - 大島
  - 江戸を斬るIV 第21話「紫頭巾の幽霊退治」（1979年） - 宮川玄端
  - 江戸を斬るV 第23話「人情がまの油売り」（1980年） - 大沼章蔵
  - 江戸を斬るVI 第18話「辻斬り赤法師」（1981年） - 工藤弥五郎
  - 江戸を斬るVII 第7話「恐怖の凶賊紅蝙蝠」（1987年）
- いただき勘兵衛 旅を行く 第1話「神も仏もあったとさ」（1973年、NET / 東映） - 一本松の伝造
- 狼・無頼控（1973年、MBS / 大映テレビ）
  - 第1話「裏切りの報酬」（1973年）　
  - 第25話「花嫁連続殺人鬼」（1974年）
- 唖侍 鬼一法眼 第8話「濁流の美女狩り」（1973年、NTV / 勝プロ）
- ぶらり信兵衛 道場破り（CX / 東映）
  - 第1話「人情裏長屋」（1973年）
  - 第25話「妻と呼びたい」（1974年） - 岡部
- 水滸伝 第13話「荒野の三兄弟」・第14話「決戦・祝家荘」（1974年、NTV / 国際放映） - 祝竜
- 次郎長三国志 第11話（1974年、NET / 東映）
- 北斗の人（1974年、KTV）
- おしどり右京捕物車 第21話「怒（いかる）」（1974年、ABC / 松竹） - 速水
- 破れ傘刀舟 悪人狩り 第1話「闇に光る眼」（1974年、NET / 三船プロ） - 貝塚一鬼
- 斬り抜ける 第7話「男は待っていた」（1974年、ABC / 松竹） - 大橋半蔵
- 運命峠 第9話「南海の超濤剣」（1974年、KTV / 東映） - 黒木典膳
- 影同心シリーズ（MBS / 東映）
  - 影同心 第3話「鐘に怨みの殺し節」（1975年） - 用心棒
  - 影同心II
    - 第6話「正体みたり枯尾花」（1975年） - 高倉
    - 第15話「尼と男の冬の宿」（1976年） - 権六
- Gメン'75 第2話「散歩する囚人護送車」（1975年、TBS / 東映） - 強盗団のボス
- 賞金稼ぎ 第12話「殺し屋ノーリターン」（1975年、NET / 東映） - 黒雲の大五郎
- 剣と風と子守唄 第18話「母ちゃんの鐘」（1975年、NTV / 三船プロ） - 矢島玄馬
- 痛快! 河内山宗俊 第5話「親孝行なさけのかけ橋」（1975年、CX / 勝プロ）
- 遠山の金さん（NET / 東映）  ※杉良太郎版
  - 第1シリーズ 第8話「鬼火を消せ!!」（1975年）
  - 第1シリーズ 第36話「惚れた女を裁け‼」（1976年） - 伊蔵
  - 第1シリーズ 第69話「お白州に小判の雨が降る!」（1977年） - 上宿の儀十郎
  - 第1シリーズ 第97話「鯨のように飲む男」（1977年） - 般若の仁平
  - 第2シリーズ 第17話「待ちぼうけの女」（1979年） - 亀七
- 大江戸捜査網（12ch / 三船プロ）
  - 第201話「必死の逃亡者」（1975年） - 佐伯
  - 第246話「必殺! 捨身の勝負」（1976年） - 川波軍兵衛
  - 第253話「涙で斬った地獄花」（1976年） - 桑原典膳
  - 第270話「王将に秘めた疑惑」（1976年） - 大場
  - 第297話「危うし! 隠密同心」（1977年） - 黒沼主膳
  - 第306話「懐剣返上! 涙の対決」（1977年） - 元三枝藩士
  - 第318話「おんな拳法 仇討ち絵巻」（1977年） - 立花の用人
  - 第339話「恋なさけ捨て身の十手魂」（1978年） - 黒田の用人（弓矢の暗殺者）
  - 第359話「哀しき盗っ人の恩返し」（1978年） - 橋本　
  - 第374話「姿なき目撃者」（1979年） - 馬場左門
  - 第392話「連続誘拐事件の謎」（1979年） - 市兵衛
  - 第409話「さらば音次郎」（1979年） - 高岡軍兵衛
  - 第419話「芸者が秘めた偽証言の罠」（1979年） - 佐伯
  - 第437話「おっかさんの唄が聞こえる」（1980年） - 澤村竜四郎
  - 第466話「女賊が捨てた殺しの分け前」（1980年） - 梶原
  - 第474話「明日を夢見る浮草の女」（1980年） - 殿村主水正
  - 第489話「おんな湯殺人事件」（1981年） - 木戸軍太夫
  - 第505話「刺青湯女殺人事件」（1981年） - 沢田左馬助
  - 第520話「父子に迫る黒い牙」（1981年） - 堀田主膳
  - 第598話「告白! 若妻が秘めた不倫の子」（1983年） - 神保典膳
- 十手無用 九丁堀事件帖 第14話「恋に咲く花唐津湾」（1976年、NTV / 東映） - 笹本兵馬
- お耳役秘帳 第5話「俺は天下のお耳役」（1976年、KTV / 歌舞伎座テレビ） - 大庭
- 人魚亭異聞 無法街の素浪人 第4話「横浜どんたく人魚の館」（1976年、NET / 三船プロ） - 佐久間
- 隠し目付参上 第12話「白絹は血に染まったか」（1976年、MBS / 三船プロ） - 荒垣一角
- 桃太郎侍（NTV / 東映） ※高橋英樹版
  - 第17話「非情十手と人情豆腐」（1977年） - 吉村兵衛
  - 第40話「男ごころの茶碗酒」（1977年） - 稲妻の丈吉
  - 第65話「桃太郎一家のお正月」（1978年） - 畠山勘解由
  - 第97話「夫婦喧嘩を喰った鬼」（1978年） - 虎吉
  - 第110話「惚れて笑って喧嘩して」（1978年） - 花川戸の重兵衛
  - 第131話「母子涙の別れ道」（1979年）- 横倉丹後守
  - 第141話「浮世絵美人を狙う鬼」（1979年） - 小村
  - 第162話「顔に傷のある女」（1979年） - 蠣崎主水正
  - 第168話「よろず心配ごと指南」（1980年） - 紙屋長門守の用人
  - 第178話「アバタもエクボ」（1980年） - 結城佐渡守
  - 第203話「逃げろ! 田之助、絶体絶命」（1980年） - 岡島助三郎
  - 第225話「桃太郎一家全員失業!」（1981年） - 戸沢大学
  - 第256話「人生、グチあり笑いあり」（1981年） - 菊池総十郎
- 新幹線公安官 第2シリーズ 第9話「銀の鈴は見ていた」（1978年、ANB / 東映） - 小川
- 暴れん坊将軍（ANB / 東映）
  - 吉宗評判記 暴れん坊将軍
    - 第5話「大奥に咲いた春」（1978年） - 高柳伝八郎
    - 第26話「朝寝朝酒で出世した男」（1978年） - 大坪左源太
    - 第40話「翔べ!下町の神童」（1978年） - 原田将監
    - 第58話「江戸一番！桜踊り」 （1978年） - 黒須兵庫
    - 第85話「富士が見ていたあばれ槍」（1979年） - 水野監物
    - 第102話「悪党の首まで取った借金取り」（1980年） - 赤間平十郎
    - 第132話「駆けろ！天下の紀州号」（1980年）- 堀越陣太夫
    - 第148話「日本一の小泥棒」（1981年） - 荻原伝四郎
    - 第161話「笑って散った流転の女」（1981年） - 中津
    - 第169話「天晴れ! 腹ぺこ一番槍」（1981年） - 加藤縫殿助
    - 第186話「男なみだの恋太鼓」（1981年） - 石川利兵衛

  - 暴れん坊将軍II
    - 第14話「文金島田の泣き上戸」（1983年） - 捨丸
    - 第38話「激突! みちのく"将軍狩り"!!」（1983年） - 都田七郎次
    - 第61話「さぎりが覗いた暗殺命令!」（1984年） - 堀田帯刀
    - 第75話「そっくり新さん恋の仇討ち!」（1984年） - 三宅
    - 第102話「春風に消えた恋女房」（1985年） - 岡島勘助
    - 第132話「弁天様の甘い誘惑!」（1985年） - 中西
    - 第155話「永代橋に消えた恋!」（1986年） - 仏生寿禅房
    - 第173話「謀叛人の娘」（1986年） - 弥十
    - 第191話「大暴れ! しばし名残りの二人旅」（1987年） - 大場一角

  - 暴れん坊将軍III
    - 第23話「愛を棄てた女」（1988年） - 近江屋
    - 第36話「恋と喧嘩のイダ天街道」（1988年） - 大久保相模守
    - 第66話「孫兵ヱは浪花のお大尽さま!?」（1989年） - 仁科伝八郎
    - 第77話「おんな盗賊 狙われた町奉行」（1989年） - 大身の武士
    - 第89話「少年は見た 将軍を!」（1989年） - 雨宮摂津守
    - SP「激闘! 大阪城、吉宗に挑む豊臣一族!」（1990年） - 立花山城守

  - 暴れん坊将軍IV
    - 第3話「春の嵐、江戸城刃傷事件」（1991年） - 豊州伊左衛門
    - 第12話「女泣かせの憎いあいつ!」（1991年） - 大森官右衛門
    - 第58話「吉宗変化! お狩場の鬼退治」（1992年） - 中山伊勢守

  - 暴れん坊将軍V
    - 第10話「一目惚れ、仲よく危機一髪!」（1993年） - 石川河内守
    - 第39話「偽将軍様の悪党退治!?」（1994年） - 野村将監

  - 暴れん坊将軍VI
    - 第35話「絶体絶命! 大岡越前」（1995年） - 土井
    - 第47話「帰って来た次男坊鴉」（1995年） - 岩松千蔵
- 破れ新九郎 第12話「血風!帰らざる街道」（1978年、ANB / 中村プロ） - 近藤石見守
- 日本名作怪談劇場 / 怪談 吸血鬼紫検校（1979年、12ch / 歌舞伎座テレビ） - 田村主膳
- 長七郎天下ご免! （ANB / 東映）
  - 第3話「激突! 燃えろ江戸っ子」（1979年） - 五代
  - 第26話「くらやみ河岸に鶴が舞う!」（1980年） - 竜次
  - 第42話「暗殺!死を賭けた友情」（1980年） - 板倉備後守
  - 第69話「二人ぼっちの江戸の青春（はる）」（1981年） - 横山源三郎
  - 第99話「月に吼える白狐の影法師」（1981年） - 肥前屋源右衛門
  - 第112話「白狐に哭いた浪花武士」（1982年） - 中尾備前守
- 江戸の牙 第10話「妖艶! 密室の謎」（1979年、ANB / 三船プロ） - 今西伊織
- 服部半蔵 影の軍団 第16話「ヤバイ女に手を出すな」（1980年、KTV / 東映）- 弾正
- 斬り捨て御免!（12ch / 歌舞伎座テレビ）
  - 第1シリーズ（1980年）
    - 第6話「女の肌に秘めた謎」 - 西村
    - 第17話「女たちの仇討無情」 - 筒井長門守

  - 第2シリーズ（1981年）
    - 第14話「幽鬼が狙った瓦版」 - 仲沢外記
    - 第23話「死を呼ぶ子守唄」 - 榊原大膳

  - 第3シリーズ 第12話「黄金に群がる闇の相場師」（1982年） - 神子柴
- それからの武蔵（1981年、TX） - 大川平蔵
- ザ・ハングマン 第37話「悪のカゲに浮気妻あり」（1981年、ABC / 松竹） - 戸倉一平
- 眠狂四郎円月殺法 第18話「夕陽の群盗多殺剣 -土山の巻-」（1982年、TX / 歌舞伎座テレビ） - 伊十郎
- 源九郎旅日記 葵の暴れん坊（ANB / 東映） 
  - 第1話「燃えろ! 天下の風雲児」（1982年） - 金井左近
  - 第11話「波切 潮鳴り 悪を斬る」（1982年） - 古市の代八
  - 第40話「春を待つ夫婦だるま」（1982年） - 戸塚
- 松平右近事件帳 （1982年-1983年、NTV /ユニオン映画）
  - 第12話「若君を消せ！」-太田原十内
  - 第32話「帰ってきた土蔵破り」-北川弥之介
- 新・松平右近 （NTV /ユニオン映画）
  - 第10話「罠にはまった夫婦花」（1983年）-風間十内
- 眠狂四郎無頼控 第2話「生肝頂戴つかまつる」（1983年、TX / 歌舞伎座テレビ）
- 時代劇スペシャル / 岡っ引どぶ 第6話「折鶴殺人事件」（1983年、CX / 映像京都） - 栗島玄蕃
- 長七郎江戸日記（NTV / ユニオン映画）
  - 第1シリーズ 第12話「風流蛇女騒動記」（1984年）
  - 第1シリーズ 第22話「狙われた姫君」（1984年）   - 大場甚内
  - 第2シリーズ 第9話　｢地獄を覗いた姫君｣　(1988年)  　- 母里出雲守
  - 第2シリーズ 第22話「捨て身の説得」（1988年） - 吉岡頼母
  - 第2シリーズ 第39話「怠なれど愚ならず」（1989年） - 牧野大和守
  - 第2シリーズ 第54話「瓦版かっぱ騒動」（1989年） - 大場典膳
- 遠山の金さん （ANB / 東映） ※高橋英樹版
  - パート1
    - 第4話「奇々怪々! 二度死んだ女」（1982年） - 筧十郎太
    - 第53話「流転の旅芸人・面影橋の女!」（1983年）- 武田要之助
    - 第66話「姓は女医、名は酔いどれ芸者!」（1983年）- 重蔵
    - 第92話「南海の女 琉球より愛をこめて!」（1984年）
    - 第108話「母子悲歌・愛ひとすじの女!」（1984年）- 広川
    - 第124話「謎の黒真珠・白い夜霧のさすらい女!」（1984年）- 勘助
    - 第135話「お父上! おゆきの愛は死にました!」（1985年)
    - 第154話「未婚の母! 愛の子育て夢日記」（1985年） - 黒木弾正

  - パート2
    - 第31話「暗黒街の女!」（1986年）- 河津源十郎
    - 第37話「黒猫のお銀・恋を斬る!」（1986年）- 犬神典膳
- 弐十手物語 第3話「鬼神の女」（1984年、CX / 東映）
- 京都マル秘指令 ザ新選組 第11話「人間国宝のニセ作を造らぬと恋人を犯すぞ!」（1984年、ANB / 松竹）
- 京都かるがも病院 第9話「老女医の診断」（1986年、ANB / 東映）
- 風雲江戸城 怒涛の将軍徳川家光（1987年、TX / 東映） - 桜井半兵衛
- 三匹が斬る!（ANB / 東映）
  - 三匹が斬る! 第8話「父恋の、凧空に舞い草枕」（1987年） - 浪人
  - 続続・三匹が斬る! 第14話「悪虐の、僧と添い寝の花一輪」（1990年） - 十蔵
  - また又・三匹が斬る!
    - 第10話「摩訶不思議、恋の行方と肉付面」（1991年） - 今村主膳
    - 第19話「さすらいの 姫君悲し鬼街道」（1991年） - 青柳

  - 新・三匹が斬る! 第20話「越後路は、水燃え人燃え怨み節」（1993年）- 中津
- 名奉行 遠山の金さん（ANB / 東映）
  - 第1シリーズ 第7話「美女が恨みの刃」（1988年） - 小原伝八郎
  - 第2シリーズ 第14話「お目付け桜と姥ざくら」（1989年） - 酒田陣十郎
  - 第4シリーズ 第14話「お目付け桜に惚れたひと」（1992年） - 陣場一之進
  - 第5シリーズ 第12話「女の闘い! 風呂屋乗っ取りの罠」（1993年） - 但馬伝五郎
  - 第6シリーズ 第20話「夫の情死を探る妻」（1994年） - 筧半兵衛
- 鬼平犯科帳（CX / 松竹）
  - 第1シリーズ 第13話「笹やのお熊」（1989年） - 今市の十右衛門
  - 第1シリーズ 第20話「山吹屋お勝」（1990年） - 夜兎の角右衛門
  - 第2シリーズ 第4話「托鉢無宿」（1990年） - 古河の富五郎
  - 第3シリーズ 第19話「密偵たちの宴」（1992年） - 鏡の仙十郎
  - 第4シリーズ 第13話「老盗の夢」（1993年） - 黒雲の龍蔵
  - 第5シリーズ 第3話「蛙の長助」（1994年） - 夜嵐の定五郎
  - 第6シリーズ 第4話「浮世の顔」（1995年） - 神取の為右衛門
  - 第7シリーズ 第12話「あいびき」（1997年） - 疾風の陣内
  - 第9シリーズ 第2話「一寸の虫」（2001年） - 不動の勘右衛門
- 参上! 天空剣士 第12話「鬼の目にも涙」（1990年、TX / 松竹） - 神崎右門
- 月影兵庫あばれ旅 第2シリーズ 第5話「金に転ばぬ奴がいた」（1990年、TX / 松竹） - 田沼刑部
- 次郎長三国志（1991年、TX / 松竹） - 大前田の英五郎
- 将軍家光忍び旅 第1シリーズ 第20話「鈴鹿、なみだの夫婦唄」（1991年、ANA / 東映） - 古屋藤右衛門
- 幕府お耳役檜十三郎 第3話「紫袱紗に包まれた謎」（1991年、TX / 松竹）
- 銭形平次 第2シリーズ 第8話「幻の二万両」（1992年、CX） - 松前
- あばれ八州御用旅（TX / ユニオン映画）
  - 第3シリーズ 第9話「年増殺し 最後の賭け」（1992年） - 奥田典膳
  - 第4シリーズ 第9話「おしめ十兵衛」 （1994年） - 黒木左内
- 半七捕物帳 第16話「悲しみ色の女」（1993年、NTV / ユニオン映画） - 百目の十兵衛
- 闇を斬る! 大江戸犯科帳 第21話「流人の島から来た娘」（1993年、NTV / ユニオン映画） - 久世相模守
- 月曜ドラマスペシャル / 刑事ガンさん 第2話「京都嵐山紅葉祭り殺人事件」(1993年、TBS / 松竹)
- 殿さま風来坊隠れ旅 第3話「仇討ち大好き!殿、ご乱心」（1994年、テレビ朝日）
- 剣客商売 第4シリーズ 第5話「東海道見附宿」（2003年、CX / 松竹） - 玉屋伊兵衛

など

### オリジナルビデオ
- 首領への道（1998年、GPミュージアムソフト） - 城崎虎男

### CM
- 松本引越センター (1980年代) - 社長

### バラエティー
- つっぱり大貴族（1980年、YTV）
- ノックは無用!（KTV）